# Abbaye de Louth Park
L'abbaye de Louth Park était une abbaye cistercienne située dans la ville de Louth, en Angleterre, dans le comté du Lincolnshire. Comme la plupart des abbayes britanniques, elle fut fermée par Henry VIII durant la campagne de dissolution des monastères.

## Histoire

### Première fondation
L'abbaye est tout d'abord créée à Haverholme (en) par la volonté d'Alexandre, évêque de Lincoln, qui fait venir des moines de l'abbaye de Fountains.

### Nouvel emplacement
Rapidement, le site se révèle rapidement inadapté et les moines cherchent un emplacement plus propice. La richesse des terres agricoles de Louth les détermine pour ce nouveau site en 1139. C'est l'ordre de Saint-Gilbert qui succède aux cisterciens à Haverholme et qui y installe un prieuré.

### Moyen Âge
Le monastère reçoit d’importants dons effectués notamment par Ranulph de Gernon, Hugues et Lambert de Scotney, ainsi qu'Hugues de Bayeux. Elle se développe considérablement ; au XIIIe siècle, elle compte jusqu'à 66 moines et 150 frère convers (entre 1227 et 1246). Mais cette prospérité ne se prolonge pas au XIVe siècle : entre 1332 et 1349, Thomas of Lissington empiète gravement sur les prérogatives et les biens des moines, et leur porte lourdement préjudice. Puis la Peste noire frappe l'abbaye et emporte l'abbé et de nombreux moines ; Louth Park ne retrouve jamais son niveau de prospérité antérieur.

### Liste des abbés de Louth Park
- Gervase, premier abbé, attesté en 1137 et 1139 ;
- Ralf,  ttesté en 1155 ;
- John, attesté en 1197 et en 1202 ;
- Warin, attesté en 1207 ;
- Richard ;
- Bernard ;
- Richard of Dunholm, élu en 1227, mort en 1246 ;
- John of Louth, mort en 1261 ;
- Walter Pylath, élu en 1261, quitte sa charge en 1273 ;
- Alan of Ake, élu en 1273, attesté en 1281 ;
- Gilbert Peacock, élu en 1294, quitte sa charge en 1308 ;
- Robert of Algarkirk, élu en 1308, quitte sa charge en 1312 ;
- Adam of Louth, élu en 1312, quitte sa charge en 1320 ;
- Gilbert Peacock, réélu en 1320, mort en 1332 ;
- Walter of Louth, élu en 1332, mort en 1349 ;
- Richard of Lincoln, élu en 1349, attesté en 1355 ;
- Robert, attesté en 1380;
- William, attesté en 1391 et en 1405 ;
- Thomas Wale, mort en 1467 ;
- George Walker, (fn. 63) dernier abbé, attesté en 1529 et 1537[7].

### Dissolution du monastère

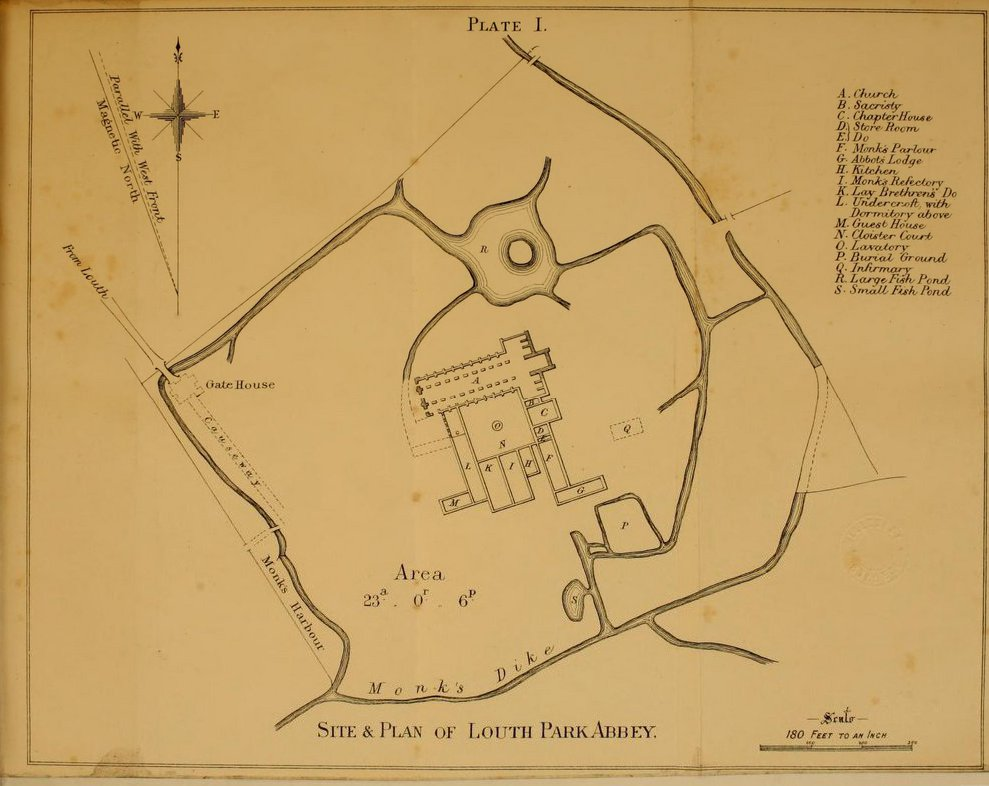
Plan sommaire du site de l'abbaye.

En 1537, comme l'immense majorité des monastères britanniques, à la suite de la rupture entre Henry VIII et l'Église catholique, l'abbaye de Sawtry est fermée et détruite lors de la campagne de dissolution des monastères. Il reste alors seulement onze moines dans l'abbaye.